# The Draft
I The Draft sono un gruppo post-hardcore formato dai componenti degli Hot Water Music Jason Black, George Rebelo e Chris Wollard. La band comprende anche Todd Rockhill, chitarrista di Black Cougar Shock Unit, Discount e di molte altre band di Gainesville (Florida).
La band si è formata dopo la partenza di Chuck Ragan dagli Hot Water Music. I tre rimanenti componenti della band avevano intenzione di continuare a suonare, ma decisero di non farlo sotto il nome Hot Water Music, ma di ripartire con una nuova band.
Nel 2006, i Draft hanno iniziato i loro primi tour. Il loro album di debutto, In a Million Pieces, è stato pubblicato il 12 settembre 2006.
Il 13 marzo 2007 la band ha pubblicato un EP disponibile solo in download digitale
Nell'ottobre 2007 i Draft hanno pubblicato il singolo We'll Never Know/Hard to Be Around It su No Idea Records. Le due tracce sono disponibili su iTunes Store.

## Discografia
Album in studio
- 2006 - In a Million Pieces, (Epitaph Records)

EP
- 2007 - The Draft, (Epitaph Records)

Singoli
- 2007 - We'll Never Know/Hard to Be Around It, (No Idea Records)

## Formazione
- Chris Wollard - voce, chitarra
- Todd Rockhill - chitarra
- Jason Black - basso
- George Rebelo - batteria